# Zbigniew Dłubak
Zbigniew Dłubak (né le 26 avril 1921 à Radomsko - mort le 21 août 2005 à Varsovie) est un théoricien de l'art, un peintre et un photographe polonais.

## Biographie
Pendant la Seconde Guerre mondiale, Zbigniew Dłubak fut déporté dans le camp de concentration de Mauthausen-Gusen. Il y rencontra Marian Bogusz et ils réussirent à organiser une exposition de dessins dans le camp. Ceci fut possible car il déclara qu'il était peintre et graphiste à l’un des SS, qui voulait que Dłubak lui fasse un logo pour une entreprise qu’il projetait d’ouvrir, après la guerre. Ce SS lui trouva une place dans le labo photo. Ainsi, il dessina et fit cette exposition, bien entendu clandestinement.
Sa passion pour la photographie date de l'époque de sa déportation.
Il a coopéré avec les galeries d'art Krzywe Koło ("La roue tordue"), Współczesna ("La contemporaine"), Mała Galeria ("La petite galerie"), Labirynt ("Le labyrinthe"), Zamek ("Le château"), Remont ("La rénovation"), Permafo, Foto-Medium-Art. Il a été cofondateur de Grupa 55 ("Le groupe 55") en 1945, rédacteur en chef du mensuel Fotografia entre 1953 et 1972, et a également enseigné à l'École Nationale Supérieure de Cinéma, Télévision et Théâtre Léon Schiller et à l'École Supérieure des Arts Plastiques de Łódź de 1966 à 1975. Il a été l'initiateur des Séminaires de Varsovie, groupes de jeunes artistes travaillant sur le thème de la théorie de l'art (1975-1982). Il s'est installé à Meudon à partir de 1982.
Son œuvre se compose notamment de séries thématiques de tableaux, intitulées Wojna ("La guerre"), Macierzyństwo ("La maternité"), Amonity, Antropolity, Movens, Systemy ("Systèmes"), et de séries de photographies, dont deux intitulées Egzystencje ("Existences") et Gestykulacje ("Gesticulations").
Il a été Premier lauréat du Prix du Président du Conseil des Ministres en 1979. Il a été décoré entre autres de l'ordre de la Croix de Grunwald (Krzyż Grunwaldu), des Médailles d'or et d'argent de l'Ordre du Mérite (Krzyż Zasługi) et de la Médaille de la Valeur (Krzyż Walecznych).

## Collections, expositions
- Zbigniew Dłubak - Héritier des avant-gardes, du 17 janvier au 29 avril 2018, Fondation Henri Cartier-Bresson.